# Landkreis Nordwestmecklenburg

Administrativ indelning i distriktet Nordwestmecklenburg

Landkreis Nordwestmecklenburg är ett län (Landkreis) i det tyska förbundslandet Mecklenburg-Vorpommern.
Länet ligger söder om Östersjön, väster om länen Bad Doberan och Güstrow, norr om länen Parchim och Ludwigslust och staden Schwerin samt öster om förbundslandet Schleswig-Holstein. Ön Poel ligger i länet och även staden Wismar, finns här. 
Under en distriktsreform i förbundslandet Mecklenburg-Vorpommern i september 2011 blev den dåvarande kreisfri staden Wismar del av distriktet Nordwestmecklenburg. Sedan distriktsreformen är Wismar distriktets huvudort.

## Administrativ indelning
I förvaltningsrättslig mening finns i modern tid ingen skillnad mellan begreppet Stadt (stad) gentemot Gemeinde (kommun). Distriktet Nordwestmecklenburg delas in i tre amtsfria kommuner och nio amt.

### Amtsfria städer och kommuner
- Grevesmühlen, stad
- Insel Poel, kommun
- Wismar, stad

### Amten i distriktet Nordwestmecklenburg
| - Amt Dorf Mecklenburg-Bad Kleinen (huvudort: Dorf Mecklenburg) - Amt Gadebusch (huvudort: Gadebusch) - Amt Grevesmühlen-Land (förvaltningsenhet med staden Grevesmühlen) - Amt Klützer Winkel (huvudort: Klütz) - Amt Lützow-Lübstorf (huvudort: Lützow) | - Amt Neuburg (huvudort: Neuburg) - Amt Neukloster-Warin (huvudort: Neukloster) - Amt Rehna (huvudort: Rehna) - Amt Schönberger Land (huvudort: Schönberg) |